# Nikki Giovanni
Pour les articles homonymes, voir Giovanni.
Yolande Cornelia Giovanni, Jr., connue sous le nom de Nikki Giovanni, née le 7 juin 1943 à Knoxville (Tennessee) et morte le 9 décembre 2024 à Blacksburg (Virginie), est une écrivaine, poétesse, directrice de publication et une universitaire américaine.
Elle est connue pour être une des figures majeures du Black Arts Movement et une militante du mouvement américain des droits civiques. Elle est surnommée la « Princess of Black Poetry » (« Princesse de la poésie noire »).

## Biographie

### Jeunesse et formation
Nikki Giovanni est née Yolande Cornelia Giovanni le 7 juin 1943 à Knoxville, Tennessee, de Jones Giovanni (dit Gus) et de Yolande Cornelia,,,,,,,,. 
Elle grandit dans les Lincoln Heights, un quartier d'Afro-Américains, dans la banlieue de Cincinnati dans l'Ohio. C'est sa sœur aînée, Gary, qui lui donne le diminutif de « Nikki ». Elle et sa sœur Gary passent régulièrement des week-ends chez leurs grands parents à Knoxville, c'est sa grand mère Louvenia, qui lui donne le gout de la lecture et qui la soutiendra pour réaliser ses projets littéraires.
Après ses études secondaires à la  Lockland High School (en) puis à la Austin-East High School (en) , elle est acceptée par la l'université Fisk de Nashville où elle obtient son Bachelor of Arts (licence) en 1967 avec la mention magna cum laude. Nikki y dirige le magazine littéraire des étudiants Elan, participe au séminaire de création littéraire animé par John Oliver Killens (en), et s'engage dans le comité de coordination des étudiants pour la paix  le Student Nonviolent Coordinating Committee (SNCC),.

### Carrière

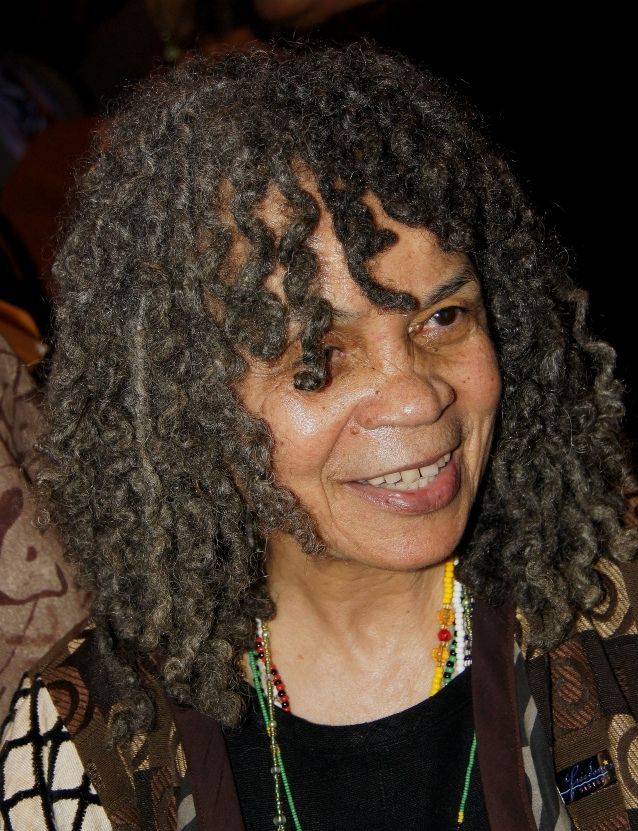
Sonia Sanchez.

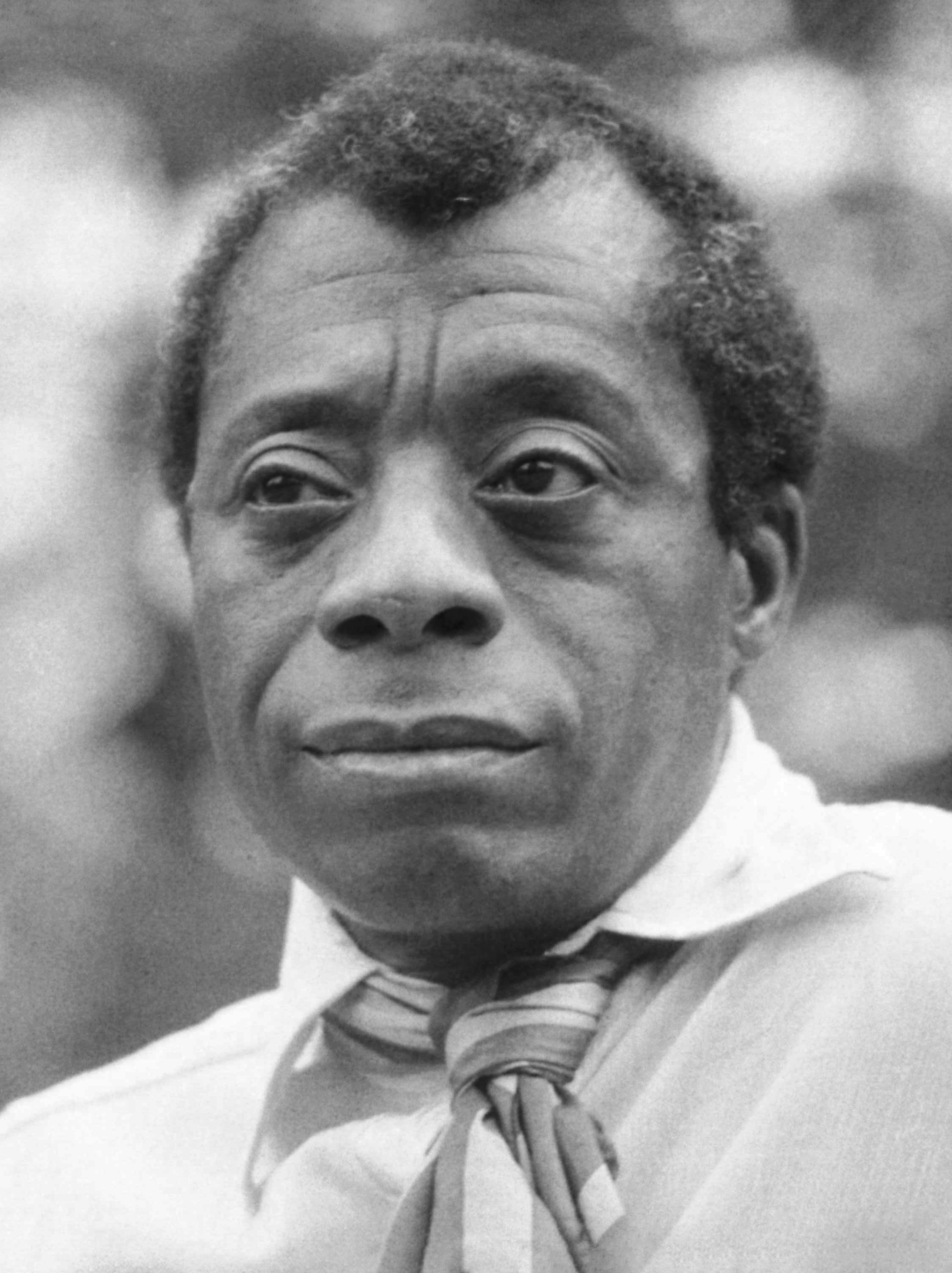
James Baldwin.

En 1967, Nikki Giovanni organise à Cincinnati le premier Festival des arts noirs (Black Arts Festival). Elle fait la connaissance de James Baldwin et de Sonia Sanchez, avec qui elle noue des relations d'amitiés durables. La même année, elle perd sa grand-mère et se lance dans l'écriture de poèmes inspirés par son deuil, menant à la publication de Black Feelings, Black Talk en 1968, suivi de Black Judgement. Le succès de sa première publication lui permet de faire ses premiers pas d'enseignante au Livingston College (en) de l'Université Rutgers. 
Toujours en 1968, elle obtient une bourse de la Fondation Ford, qui lui permet de poursuivre ses études à l'École de l'action sociale (School of Social Work) de l'université de Pennsylvanie. Puis, ayant ensuite reçu une bourse de la National Endowment for the Arts, elle entre à l'université Columbia de New York où elle obtient un Master of Fine Arts.

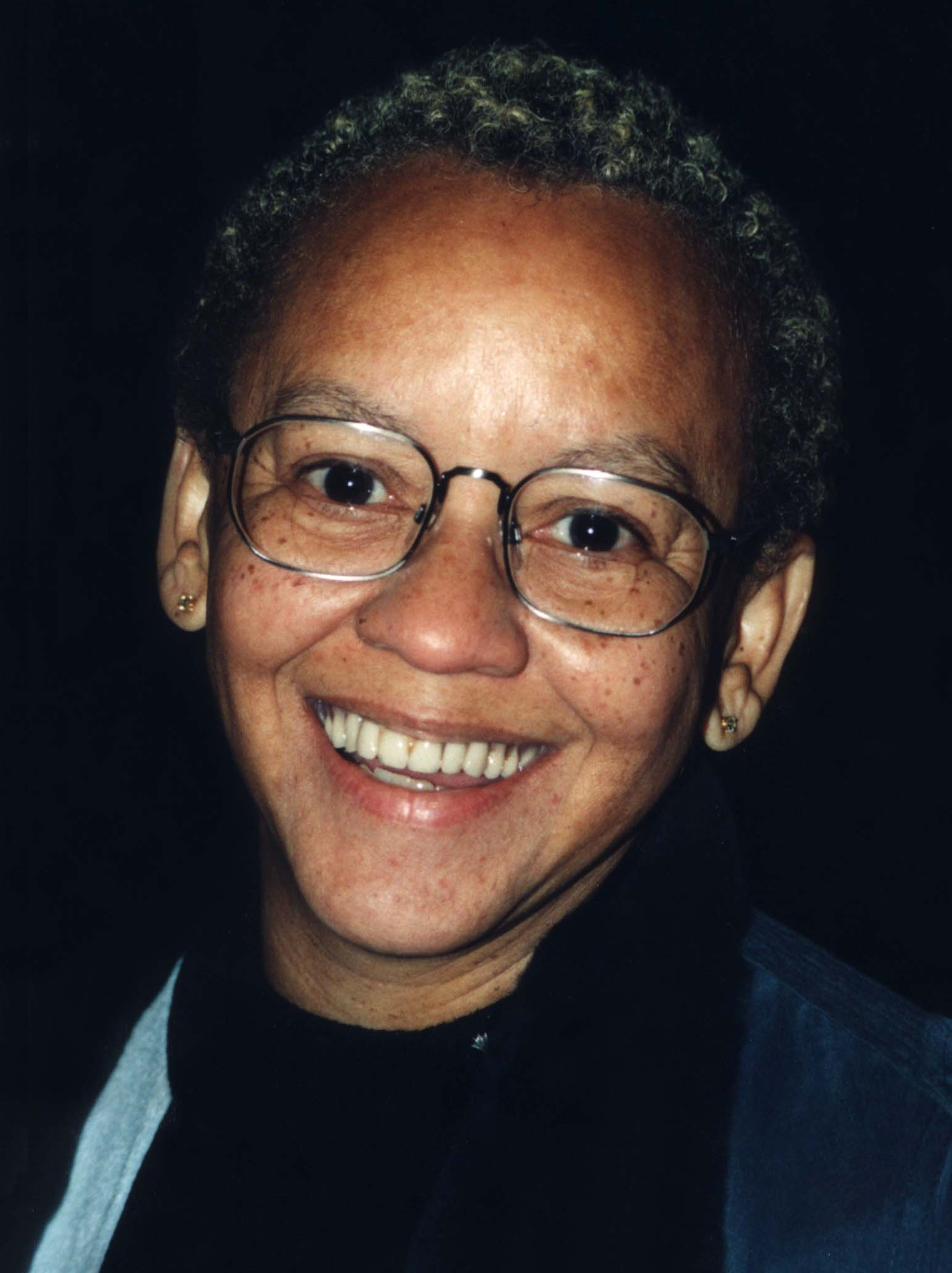
Nikki Giovanni en 1997.

À partir de 1970, elle se fait connaître en intervenant régulièrement sur l'émission de télévision Soul ! où elle rencontre de nombreuses personnalités afro-américaines,. 
Dans les années 1970, Nikki Giovanni publie plusieurs enregistrements sonore de sa poésie, et lance plusieurs recueils de poèmes (The Women and the Men, Cotton Candy on a Rainy Day). Dans Gemini (1970) elle publie son premier essai sur l'expérience de la condition des poètes afro-américains. Elle prolonge sa réflexion existentielle avec la publications de deux échanges l'un avec James Baldwin (A Dialogue: James Baldwin et Nikki Giovanni, 1973) et l'autre avec Margaret Walker (A Poetic Equation: Coversations Between Nikki Giovanni and Margaret Walker, 1974). Toujours en 1970, elle fonde la maison d’édition NikTom, Ltd.
Nikki Giovanni donne des conférences ou anime des ateliers de création littéraire à l'université chrétienne du Texas, l'université de l'Oregon, l'université du Minnesota, l'université du Sud de la Californie, l'université de l'Indiana et la Johnson & Wales University (en). 
À partir de 1987, elle est professeure de littérature anglaise à l'Institut polytechnique et université d'État de Virginie,. 
En 1988, son poème Spin a Soft Black Song est sélectionné par la United States Information Agency pour être exposé en Russie.
En 1995, les médecins annoncent qu'elle est atteinte d'un cancer du poumon, après de nombreuses interventions, Nikki s'en sort et écrit  Blues: For All the Changes en 1999, qui contient des poèmes sur sa lutte contre le cancer.

### Vie privée
Le 31 août 1969, Nikki Giovanni donne naissance à son fils Thomas Watson Giovanni.

### Mort
Virginia C. Fowler annonce la mort de sa compagne Nikki Giovanni décédée le 9 décembre 2024 des suites de l'aggravation de son cancer du poumon lors de son hospitalisation à l’hôpital de Blaksburg, dans l'État de la Virginie,,.

## Prix et distinctions

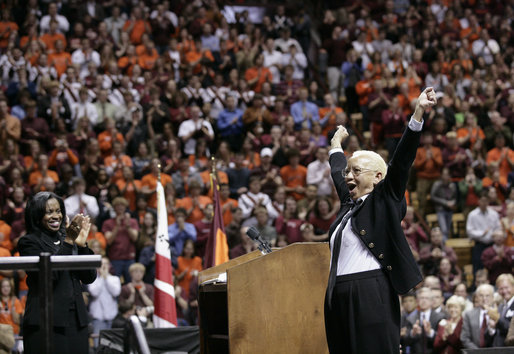
Discours de Nikki Giovanni à Virginia Tech en 2007.

Nikki Giovanni est la poète américaine la plus récompensée,.
- 1970 : nommée « Femme de l'année » par le magazine Ebony
- 1971 : nommée « Femme de l'année » par Mademoiselle
- 1985 : The Ohio Women's Hall of Fame[23]
- 1988 : The Ohioana Library Award[23]
- 1996 : récipiendaire de la Langston Hughes Medal décernée par le City College of New York[32]
- 2002 : lauréate du premier Rosa Parks Women of Courage Award
- 2006 : lauréate du Coretta Scott King Book Awards, décerné par l'American Library Association (ALA) pour son essai Rosa[33]
- 2006 : lauréate du Caldecott Honor Book, décerné par l'Association for Library Service to Children (en) (ALSC), pour son essai Rosa illustré par Bryan Collier (en)[34]
- 2008 : lauréate du NAACP Image Award for Outstanding Literary Work, pour le recueil de poèmes Acolytes[35]
- 2010 : lauréate du NAACP Image Award for Outstanding Literary Work, pour le recueil de poèmes, Bicycles
- 2011 : lauréate du NAACP Image Award for Outstanding Literary Work, pour le recueil de poèmes, 100 Best African-American Poems
- 2017 : lauréate du Maya Angelou Award, pour l'ensemble de son œuvre (Lifetime Achievement) décerné par l'African Americans on the Move Book Club (AAMBC)[36]

Elle est membre de la sororité Delta Sigma Theta,, qui lance le Nikki Giovanni Annual Artistic Award en 1992, et membre à vie du National Council of Negro Women (en).

## Œuvres
Avec un corpus d'œuvres comprenant des poèmes défendant l'égalité raciale et des droits civiques, des recueils de poésies pour enfants et des pièces personnelles et introspectives, la polyvalence et la créativité caractérisent l'œuvre de Nikki Giovanni ainsi que l'utilisation du vers libre, de la répétition, de la métaphore étendue. Le vers libre est une forme qui crée son propre arrangement d'écriture unique. chaque poème est structuré en fonction d'effets rythmiques et des sujets abordés. Ce style proche de la conversation permet une plus grande proximité  avec les lecteurs. Nikki Giovanni utilise la répétition pour rythmer ses poèmes, elle répète souvent des lettres, des syllabes, des mots, des phrases ou des idées afin de valoriser un thème, de le renforcer. L'utilisation de la métaphore étendue permet de comparer deux choses différentes dans une même œuvre, style qui provoque la surprise, casse les associations ordinaires, figure de rupture qui permet de susciter des émotions chez les lecteurs,,,,.

### Recueils de poèmes
- Black Judgement, Detroit, Michigan, Broadside Press, 1er juin 1968, 32 p. (ISBN 9780910296311),
- Black Feeling, Black Talk / Black Judgement, New York, William Morrow, 1970, 116 p. (ISBN 9780688252946, lire en ligne),
- Re:Creation, Detroit Michigan, Broadside Press, 1er janvier 1970, 56 p. (ISBN 9780910296472, lire en ligne),
- My House, New York, William Morrow (réimpr. 1 mars 1974) (1re éd. 1 novembre 1972), 102 p. (ISBN 9780688050214, lire en ligne),
- The Women and the Men, New York, William Morrow (réimpr. 1 janvier 1979) (1re éd. 1 décembre 1975), 68 p. (ISBN 9780688079475, lire en ligne),
- Cotton Candy on a Rainy Day, New York, William Morrow (réimpr. 1 avril 1980) (1re éd. 1 octobre 1978), 100 p. (ISBN 9780688083656, lire en ligne),
- Those Who Ride the Night Winds, New York, William Morrow, 5 mai 1983, 72 p. (ISBN 9780688019068, lire en ligne),
- Shimmy Shimmy Shimmy Like My Sister Kate: Looking At The Harlem Renaissance Through Poems, New York, Henry Holt and Co., 15 avril 1996, 216 p. (ISBN 9780805034943, lire en ligne),
- Grand Mothers: Poems, Reminiscences, and Short Stories About The Keepers Of Our Traditions, New York, Henry Holt and Co., 15 remembre 1996, 196 p. (ISBN 9780805049039, lire en ligne),
- Love Poems, New York, William Morrow, 14 février 1997, 102 p. (ISBN 9780688149895, lire en ligne),
- Blues: For All the Changes, New York, William Morrow, 21 avril 1999, 112 p. (ISBN 9780688156985),
- Quilting the Black-Eyed Pea, New York, William Morrow, 1er janvier 2002, 136 p. (ISBN 9780060099527, lire en ligne),
- Bicycles, New York, William Morrow, 13 janvier 2009, 109 p. (ISBN 9780061726453),
- Quilting the Black-Eyed Pea, New York, William Morrow, 1er janvier 2002, 136 p. (ISBN 9780060099527, lire en ligne),
- Acolytes, New York, William Morrow, 23 janvier 2007, 152 p. (ISBN 9780061231315, lire en ligne),
- Chasing Utopia: A Hybrid, New York, William Morrow, 29 octobre 2013, 168 p. (ISBN 9780688156978, lire en ligne),

### Livres pour la jeunesse
- Spin a Soft Black Song: Poems for Children (ill. George Martins), New York, Square Fish, Hill and Wang, Farrar, Straus & Giroux (réimpr. 1987, 1988, 1989, 1990, 1994, 1995, 2012) (1re éd. 1971,), 68 p. (ISBN 9780374464691, lire en ligne),
- Ego-Tripping and Other Poems for Young People (préf. Virginia Hamilton, ill. George Ford), Lawrence Hill Books (réimpr. 1 novembre 1993) (1re éd. 1 décembre 1974), 80 p. (ISBN 9781556521898, lire en ligne),
- Vacation Time: Poems For Children, New York, William Morrow & Company, 1er janvier 1980, 68 p. (ISBN 9780688036577, lire en ligne),
- Covers (ill. Shonto Begay), Glenview, Illinois, ScottForesman, 1993, 12 p. (ISBN 9780673803801, lire en ligne),
- Knoxville, Tennessee (ill. Larry Johnson), New York, Scholastic Corporation, 1er février 1994, 40 p. (ISBN 9780590470742, lire en ligne),
- The Genie in the Jar (ill. Chris Raschka), New York, Henry Holt and Company (réimpr. 1998) (1re éd. 15 mars 1996), 36 p. (ISBN 9780805060768, lire en ligne),
- The Sun Is So Quiet (ill. Ashley Bryan), New York, Henry Holt and Co., 15 octobre 1996, 40 p. (ISBN 9780805041194, lire en ligne),
- The Girls In The Circle (ill. Cathy Ann Johnson), New York, Scholastic, coll. « Teaching Resources », 1er avril 2004, 40 p. (ISBN 9780439568616, lire en ligne),
- Rosa (ill. Bryan Collier), New York, Henry Holt and Co., 1er octobre 2005, 40 p. (ISBN 9780805071061, lire en ligne),
- The Grasshopper's Song: An Aesop's Fable Revisited (ill. Chris Raschka), Cambridge, Massachusetts, Candlewick Press, 13 mai 2008, 56 p. (ISBN 9780763630218, lire en ligne),
- Lincoln and Douglass: An American Friendship (ill. Bryan Collier), New York, Henry Holt and Co., 30 septembre 2008, 48 p. (ISBN 9780805082647, lire en ligne),
- Hip Hop Speaks to Children: A Celebration of Poetry with a Beat (ill. Kristen Balouch & Michele Noiset), Naperville, Illinois, Sourcebooks Jabberwocky, 1er octobre 2008, 88 p. (ISBN 9781402210488, lire en ligne),
- I Am Loved (ill. Ashley Bryan), New York, Atheneum, 8 janvier 2018, 32 p. (ISBN 9781534404922),
- A Library (ill. Erin K. Robinson), Huntington Woods, Michigan, Versify, 27 septembre 2021, 40 p. (ISBN 9780358387657),

### Essais, récits et conversations
- Gemini: An Extended Autobiographical Statement on My First Twenty-Five Years of Being a Black Poet, Indianapolis, Indiana, Bobbs-Merrill (réimpr. 1973) (1re éd. 1971), 172 p. (ISBN 9780670003259, lire en ligne),
- Nikki Giovanni & James Baldwin (préf. Ida Lewis, postface Orde Coombs), A Dialogue, Philadelphie, Pennsylvanie, Lippincott Raven, 1er janvier 1973, 128 p. (ISBN 9780397009169, lire en ligne),
- Nikki Giovanni & Margaret Walker, A Poetic Equation: Conversations Between Nikki Giovanni and Margaret Walker, Washington (district de Columbia), Howard University Press, 1er avril 1974, 148 p. (ISBN 9780882580036),
- Virginia C. Fowler (dir.), Conversations with Nikki Giovanni, Jackson, Mississippi, University Press of Mississippi, 1er décembre 1992, 256 p. (ISBN 9780878055869, lire en ligne),
- Racism 101, New York, William Morrow, 1er février 1994, 216 p. (ISBN 9780688043322, lire en ligne),
- Life Vol. 1: Through Black Eyes, Houston, Texas, Rom Publisher, 28 janvier 1996, 168 p. (ISBN 9780965023818),
- On My Journey Now: Looking at African-American History Through the Spirituals (préf. Arthur C. Jones), Cambridge, Massachusetts, Candlewick Press, 13 février 2007, 136 p. (ISBN 9780763628857, lire en ligne),
- A Good Cry: What We Learn From Tears and Laughter, New York, William Morrow, 24 octobre 2017, 111 p. (ISBN 9780062399458),
- Nikki Giovanni & Glory Edim, Being Alive Is A Good Idea: A Wide-Ranging Conversation with Nikki Giovanni & Glory Edim, Independent Bookstore Day Publishing, 2021, 36 p. (ISBN 9781732970465),

### Anthologies et compilations
- Sacred Cows-- And Other Edibles, New York, William Morrow, 1er février 1988, 176 p. (ISBN 9780688043339, lire en ligne),
- The Selected Poems, 1968-1995 (ill. Virginia Fowler), New York, William Morrow, 11 janvier 1996, 310 p. (ISBN 9780688140472, lire en ligne),
- The Collected Poetry, 1968-1998 (préf. Virginia C. Fowler), New York, William Morrow (réimpr. 23 janvier 2007) (1re éd. 25 novembre 2003), 504 p. (ISBN 9780060724290, lire en ligne),
- The Prosaic Soul of Nikki Giovanni, New York, Perennial, 16 décembre 2003, 596 p. (ISBN 9780060541347, lire en ligne),
- Make Me Rain: Poems & Prose, New York, William Morrow, 20 octobre 2020, 124 p. (ISBN 9780062995285),

### Directrice de publication
- Nikki Giovanni (dir.), Grand Fathers: Reminiscences, Poems, Recipes, and Photos of the Keepers of Our Traditions, New York, Henry Holt and Co., 15 juin 1999, 262 p. (ISBN 9780805054842, lire en ligne),
- Nikki Giovanni &  Randall Kennedy, Best African American Fiction 2010, New York, One World / Ballantine Books, 29 décembre 2009, 344 p. (ISBN 9780553806908, lire en ligne),
- Nikki Giovanni (dir.), The 100 Best African American Poems, Naperville, Illinois, Sourcebooks MediaFusion, 1er novembre 2010, 264 p. (ISBN 9781402221118, lire en ligne),

## Enregistrements, discographie
- 1975 : Ego Tripping, éd. Smithsonian Folkways Recordings,
- 1993 : Like A Ripple On A Pond, Vol.1[45], éd. Collectables,
- 1993 : Truth Is On Its Way[46], Vol.2, éd. Collectables,
- 1997 : Jackie Robinson Tribute: Stealing Home, éd. Sony Music,
- 1997 : In Philadelphia, éd. Collectables,
- 2002 : Giovanni Poetry Collection, éd. Caedmon,  (ISBN 9780060514297)
- 2007 : The Reason I Like Chocolate, éd. Smithsonian Folkways Recordings,
- 2008 : The Way I Feel[47], éd. I Am Digital, 2008
- 2008 : An Evening with Nikki Giovanni, éd. I Am Digital,
- 2008 : Poems, éd. I Am Digital, 2008
- 2009 : Only The Best Of Nikki Giovanni, éd. Collectables,
- 2012 : Legacies: The Poetry of Nikki Giovanni, éd. Folkways Records,
- 2017 : Love Poems and A Good Cry, éd. Harper Audio,
- 2021 The Gospel according to Nikki Giovanni avec Javon Jackson chez Solid Jackson Records

## Pour approfondir

#### Notices dans des encyclopédies ou manuels de références
- (en-US) Jean Blackwell Hutson (dir.), African American Biography, volume 2 : E-J, Detroit, Michigan, UXL, 10 décembre 1993, 447 p. (ISBN 9780810392342, lire en ligne), p. 271-273,
- (en-US) Darlene Clark Hine & Kathleen Thompson (dir.), Encyclopedia of Black Women in America, volume 2 : Literature, New York, Facts on File, 28 mars 1997, 214 p. (ISBN 9780816034307, lire en ligne), p. 83-87,
- (en-US) Alan Hedblad (dir.), Something about the Author, Volume 107, Detroit, Michigan, Gale Group, 23 août 1999, 341 p. (ISBN 9780787632168, lire en ligne), p. 87-95,
- (en-US) Shari Dorantes Hatch & Michael R. Strickland (dir.), African-American Writers: A Dictionary, Santa Barbara, Californie, ABC-CLIO, 1er juin 2000, 491 p. (ISBN 9780874369595, lire en ligne), p. 138-140,
- (en-US) Thomas Riggs (dir.), Contemporary Poets (7e édition), Detroit, Michigan, St. James Press, 28 septembre 2000, 1453 p. (ISBN 9781558623491, lire en ligne), p. 422-423,
- (en-US) Jessie Carney Smith, Black Heroes, Detroit, Michigan, Visible Ink Press, 1er août 2001, 737 p. (ISBN 9781578591367, lire en ligne), p. 262-265,
- (en-US) Joyce Pettis, African American Poets: Lives, Works, and Sources, Westport, Connecticut, Greenwood Press, 30 juin 2002, 365 p. (ISBN 9780313311178, lire en ligne), p. 122-130,
- (en-US) Ashyia N. Henderson, Contemporary Black Biography, Volume 39, Detroit, Michigan, Gale Research Inc., 28 juillet 2003, 327 p. (ISBN 9780787663353, lire en ligne), p. 82-87,
- (en-US) Cullum Linda (dir.), Contemporary American Ethnic Poets: Lives, Works, Sources, Westport, Connecticut, Greenwood Press, 28 avril 2004, 327 p. (ISBN 9780313324840, lire en ligne), p. 114-118,
- (en-US) Emmanuel S. Nelson (dir.), The Greenwood Encyclopedia Of Multiethnic American Literature, volume 2 : D -- H, Westport, Connecticut, Greenwood Press, 30 octobre 2005, 1043 p. (ISBN 9780313330612, lire en ligne), p. 832-834,
- (en-US) Elizabeth Ann Beaulieu (dir.), Writing African American Women, volume 1 : A-J, Westport, Connecticut, Greenwood Press, 1er avril 2006, 515 p. (ISBN 9780313331961, lire en ligne), p. 363-368,
- (en-US) Steven G. Kellman (dir.), Magill's Survey of American Literature, volume 2, Pasadena, Californie, Salem Press, 1er septembre 2006, 957 p. (ISBN 9781587652875, lire en ligne), p. 901-907,
- (en-US) Yolanda W. Page, Encyclopedia Of African American Women Writers, volume 1, Westport, Connecticut, Greenwood Publishing Group, 30 janvier 2007, 351 p. (ISBN 9780313341243, lire en ligne), p. 213-217,
- (en-US) Wilfred D. Samuels, Encyclopedia of African-American Literature, New York, Facts on File, 30 juin 2007, 633 p. (ISBN 9780816050734, lire en ligne), p. 202-203,
- (en-US) Shari Dorantes Hatch (dir.), Encyclopedia of African-American Writing, volume 2, Amenia, état de New York, Grey House Publishing, 1er septembre 2009, 869 p. (ISBN 9781592372911, lire en ligne), p. 230-233,
- (en-US) Rosemary M. Canfield Reisman (dir.), Critical Survey of Poetry: American Poets, volume 2 : Roland Flint - Wing Tek Lum, Pasadena, Californie, Salem Press, 15 janvier 2011, 624 p. (ISBN 9781587657658, lire en ligne), p. 692-702,
- (en-GB) Ian Hamilton & Jeremy Noel-Tod (dir.), The Oxford Companion to Modern Poetry, Oxford, Oxford University Press, 16 mai 2013, 719 p. (ISBN 9780199640256, lire en ligne), p. 213-214,

#### Essais
- (en-US) Virginia C. Fowler, Nikki Giovanni, New York, Twayne Publishers, coll. « United States Authors Series », 1992, 218 p. (ISBN 9780805739831, lire en ligne),
- (en-US) Carol Jago, Nikki Giovanni in the Classroom: The Same Ol Danger But a Brand New Pleasure, Urbana, Illinois, National Council of Teachers of English, 1999, 96 p. (ISBN 9780814152126, lire en ligne),
- (en-US) Judith Pinkerton Josephson, Nikki Giovanni: Poet of the People, Berkeley Heights, New Jersey, Enslow Publishing (réimpr. 16 janvier 2004) (1re éd. 2000), 136 p. (ISBN 9780766012387, lire en ligne),
- (en-US) Virginia C. Fowler, Nikki Giovanni : A Literary Biography, Santa Barbara, Californie, Praeger, coll. « Women Writers of Color », 2013, 248 p. (ISBN 9780275987527, lire en ligne),

#### Articles anglophones
- R. Roderick Palmer, « The Poetry of Three Revolutionists : Don L. Lee, Sonia Sanchez and Nikki Giovanni », CLA Journal, vol. 15, no 1,‎ septembre 1971, p. 25-36 (12 pages) (lire en ligne ),
- Lynne Domash et Suzanne Juhasz, « A Talk with Nikki Giovanni », Frontiers: A Journal of Women Studies, vol. 1, no 1,‎ automne 1975, p. 147-150 (4 pages) (lire en ligne ),
- Suzanne Juhasz, « "A Sweet Inspiration... of My People": The Art of Nikki Giovanni », Frontiers: A Journal of Women Studies, vol. 1, no 1,‎ automne 1975, p. 130-146 (17 pages) (lire en ligne ),
- Arlene Elder, « A MELUS Interview: Nikki Giovanni », MELUS, vol. 9, no 3,‎ automne 1982, p. 61-75 (15 pages) (lire en ligne ),
- Carrington Bonner, « An Interview with Nikki Giovanni », Black American Literature Forum, vol. 18, no 1,‎ printemps 1984, p. 29-30 (2 pages) (lire en ligne ),
- Novella Nelson, Nikki Giovanni et Virginia C. Fowler, « Bailey's Café: From Novel to Play: Christiansburg, Virginia, 3 August, 1997 », Callaloo, vol. 23, no 4,‎ automne 2000, p. 1475-1496 (22 pages) (lire en ligne ),
- Jennifer Walters, « Nikki Giovanni and Rita Dove : Poets Redefining », The Journal of Negro History, vol. 85, no 3,‎ été 2000, p. 210-217 (8 pages) (lire en ligne ),
- Lango Deen, « Technology and Culture : Nikki Giovanni Discusses 'Internet Life' », US Black Engineer and Information Technology, vol. 26, no 2,‎ juillet / août 2002, p. 52-53 (2 pages) (lire en ligne ),
- Rochelle A. Odon, « "[T]o fight the fight I'm fighting": The Voice of Nikki Giovanni and the Black Arts Movement », The Langston Hughes Review, vol. 22,‎ 2008, p. 36-42 (7 pages) (lire en ligne ),
- Robin Bernstein, « Utopian Movements: Nikki Giovanni and the Convocation Following the Virginia Tech Massacre », African American Review, vol. 45, no 3,‎ 2012, p. 341-353 (13 pages) (lire en ligne ),
- Hilton Kelly, « The Politics and Poetics of Oral History in Qualitative Research: This One's for Nikki Giovanni », Counterpoints, vol. 449,‎ 2014, p. 171-188 (18 pages) (lire en ligne ),
- Anna M. Esquivel, « "Isn't This Counterrevolutionary?": Discourse and Silence in the Erotic Poetry of Nikki Giovanni, Kalamu ya Salaam, and Etheridge Knight », African American Review, vol. 47, no 4,‎ hiver 2014, p. 511-521 (11 pages) (lire en ligne ),
- Carrington Bonner & Nikki Giovanni, « An Interview with Nikki Giovanni », African American Review, vol. 50, no 4,‎ hiver 2017, p. 715-716 (2 pages) (lire en ligne ),